# Patrick Schmollinger
Patrick Schmollinger (Waiblingen, Alemania, 2 de septiembre de 1973) es un nadador retirado austriaco nacido en Alemania especializado en pruebas de estilo braza. Fue medalla de bronce en 50 metros braza durante el Campeonato Europeo de Natación en Piscina Corta de 1998.

## Palmarés internacional
| Campeonato Europeo de Natación en Piscina Corta | Campeonato Europeo de Natación en Piscina Corta | Campeonato Europeo de Natación en Piscina Corta | Campeonato Europeo de Natación en Piscina Corta |
| Año                                             | Lugar                                           | Medalla                                         | Prueba                                          |
| ----------------------------------------------- | ----------------------------------------------- | ----------------------------------------------- | ----------------------------------------------- |
| 1998                                            | Sheffield (Reino Unido)                         | Medalla de bronce                               | 50 m braza                                      |